# Leyesaurus
Leyesaurus is een geslacht van plantenetende dinosauriërs, behorend tot de groep van de Sauropodomorpha, dat tijdens het vroege Jura leefde in het gebied van het huidige Argentinië. De enige benoemde soort is Leyesaurus marayensis.

## Vondst en naamgeving
Begin eenentwintigste eeuw ontdekte de boerenfamilie Leyes op hun land, bij Balde de Leyes in San Juan, botten van een dinosauriër. Ze waarschuwden daarop te San Juan het Museo de Ciencias Naturales dat een team uitstuurde dat het skelet borg.
In 2011 werd de typesoort Leyesaurus marayensis benoemd en beschreven door Cecilia Apaldetti, Ricardo Martinez, Oscar Alcober en Diego Pol. De geslachtsnaam eert de familie Leyes. De soortaanduiding verwijst naar de locatie van de vondst, het Marayes-El Carrizal-bassin.

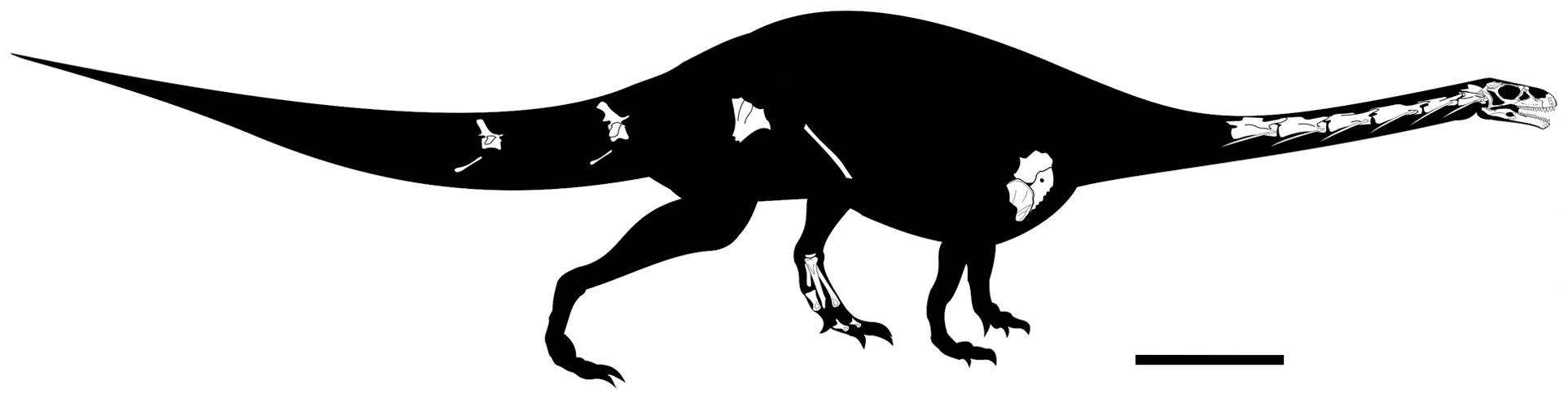
De gevonden botten in het wit

Het holotype, PVSJ 706, is opgegraven in een laag van de Quebrada del Barro-formatie. De datering daarvan is onzeker: meestal wordt aangenomen dat deze uit het late Trias stamt, maar juist de vondst van Leyesaurus, die een hogere positie in de stamboom inneemt, bracht de beschrijvers tot de overtuiging dat zij uit het Onder-Jura dateert. Het holotype bestaat uit een gedeeltelijk, in verband liggend, skelet met schedel en onderkaken. Van de schedel ontbreekt de linkerzijkant en het achterhoofd. Verder zijn bewaard gebleven: de eerste negen halswervels, een middelste en achterste staartwervel, de onderste delen van de linkerschoudergordel en de bovenkant van het linkeropperarmbeen, de schacht van het rechterschaambeen, de bovenkanten van beide zitbeenderen en elementen van de linkervoet

## Beschrijving

### Bouw en grootte
Leyesaurus is een kleine langnekkige planteneter. De lichaamslengte is geschat op ongeveer tweeënhalve meter.
De beschrijvers wisten enkele onderscheidende kenmerken vast te stellen. Sommige daarvan waren unieke afgeleide eigenschappen, autapomorfieën, die bewijzen dat het een apart taxon betreft: de opgaande tak van het bovenkaaksbeen maakt een vrij scherpe hoek van 50° met de bovenkaakrand; de halswervels zijn sterk verlengd, waarbij de zesde wervel meer dan vijfmaal zo lang is als hoog; het bovenste gewrichtsvlak van het derde middenvoetsbeen is vlak en naar binnen gedraaid. Bij andere eigenschappen is de combinatie uniek: de opgaande tak van het bovenkaaksbeen is recht en heeft een lengterichel op het zijoppervlak; de maxillaire tanden zijn zeer bol aan de buitenkant; de wervelbogen van de halswervels zijn voorzien van doornuitsteeksels met een golvende bovenrand en van korte epipofysen waarvan de lengte slechts twee derden van die van postzygapofysen bedraagt.

### Schedel en onderkaken

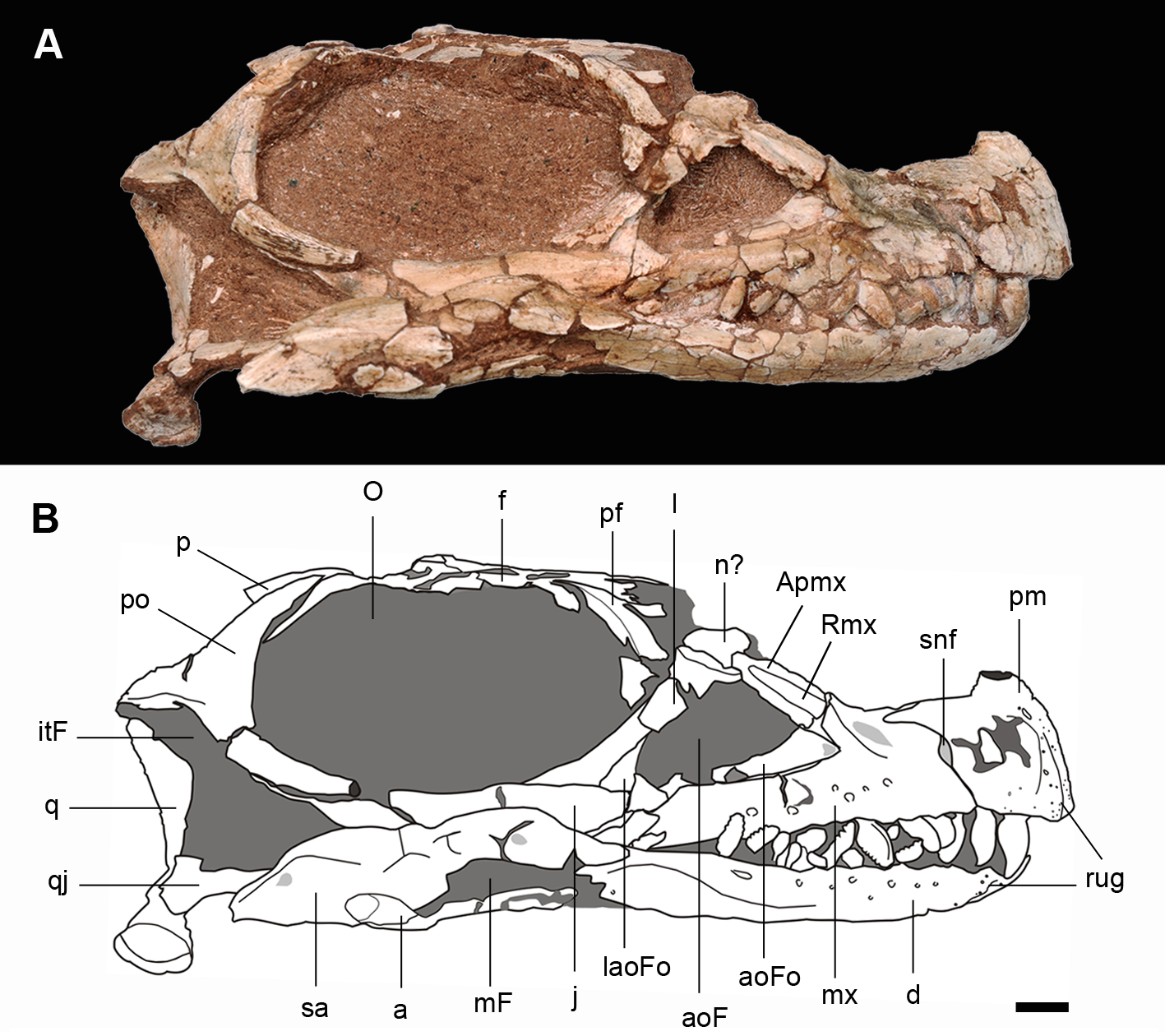
De schedel in zijaanzicht

De schedel heeft een bewaarde lengte van 147,4 millimeter. Hij is in bovenaanzicht driehoekig. De schedel is vrij kort, maar de snuit is in bovenaanzicht wel spits; in zijaanzicht echter afgerond en stomp. De belangrijkste schedelopening is een enorme oogkas met de vorm van een afgeplatte ovaal. De fenestra antorbitalis, de opening vóór de oogkas, is klein en driehoekig. Achter de oogkas is het onderste slaapvenster zandlopervormig met een breed onderste deel en een smal bovenste deel. Het bovenste slaapvenster is rond. De praemaxilla is vooraan verruwd, een teken voor een mogelijke snavel; de eerste tand bevindt zich ook pas een eindje van de voorste punt. De opgaande tak van het bovenkaaksbeen helt opvallend sterk naar achteren; de beschrijvers zien dit niet als een artefact van de compressie van het fossiel. De tak draagt aan de buitenzijde een afgeronde en naar boven versmallende richel. De achterkant van de oogkas wordt gevormd door een relatief dik en breed postorbitale. De onderste tak ervan is overdwars breder dan van boven naar beneden gemeten. De bovenste en voorste takken van het quadratojugale maken een rechte hoek met elkaar. Het quadratum is relatief kort een dun met een kleine kop. Er is ook een paar ceratobranchialia bewaard gebleven, dunne beenderen die de nek ondersteunen. Deze zijn langwerpig, teer gebouwd en hebben een ronde doorsnede.

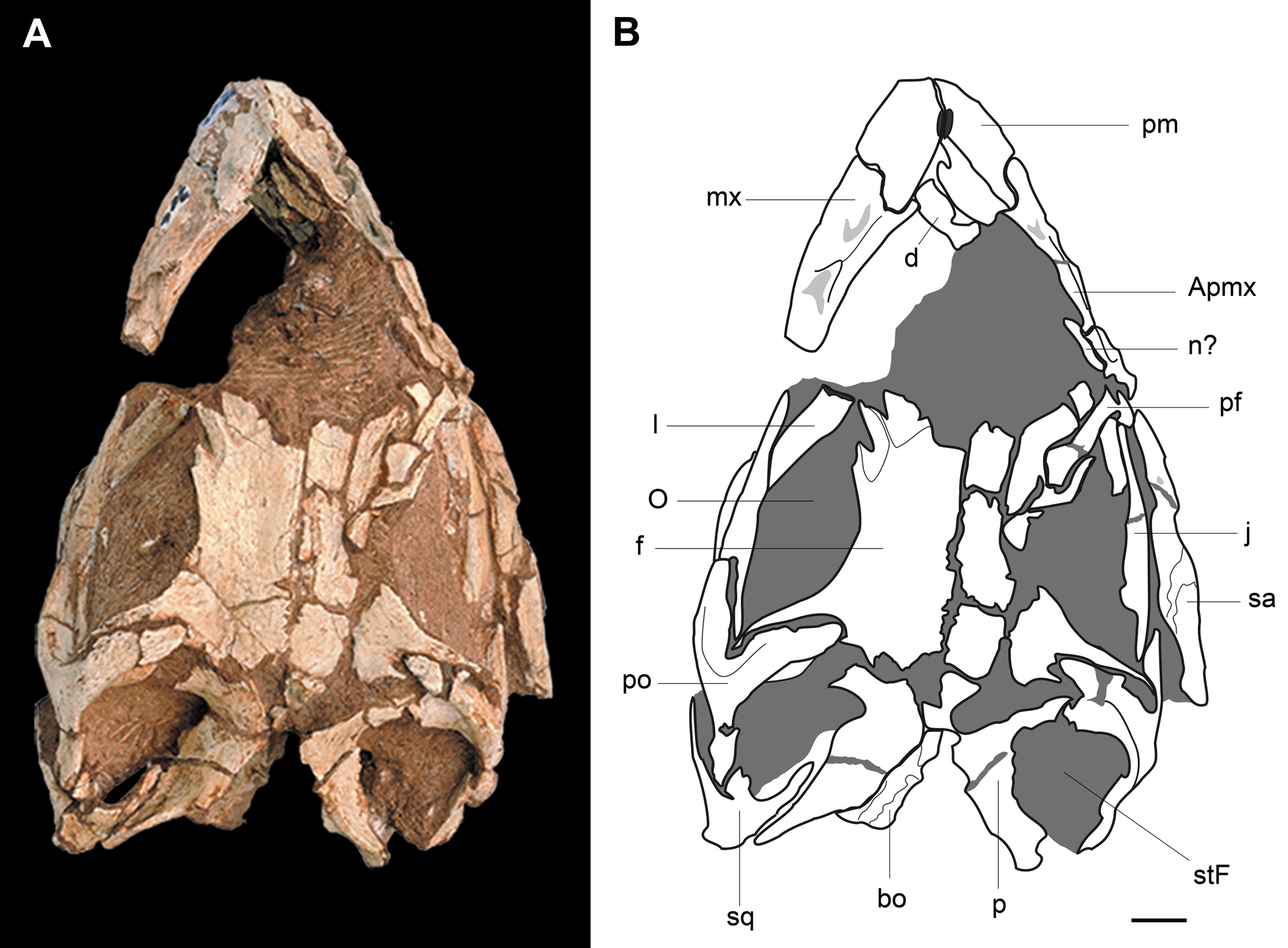
De schedel in bovenaanzicht

De onderkaak is langwerpig, ongeveer vijfmaal zo lang als hoog. Achteraan bolt de onderkaaklijn vrij sterk om bij het uiterste achterstuk, het retroarticulare, juist hol te eindigen.
De tanden zijn langwerpig en bladvormig. Die van de bovenkaak zijn aan de buitenzijde veel boller dan die van de onderkaak, zodat ze een D-vormige doorsnede hebben, vooral bij de voorste tanden. De vier tanden in de praemaxilla zijn het langst, missen kartelingen en staan wat naar binnen gekromd.

### Postcrania
Vóór de eigenlijke halswervels zijn een paar beenderen van de proatlas bewaard gebleven. De draaier is uitzonderlijk langwerpig, viermaal zo lang als hoog en heeft een kiel op de onderzijde. De voorste zijde ervan is zeer ruw, een teken dat een dikke kraakbeenlaag voor extra beweeglijkheid zorgde. De halswervels zijn zeer langwerpig, laag en in het midden overdwars vernauwd. Leyesaurus moet een relatief zeer lange nek gehad hebben, zoals die verder binnen de Sauropodomorpha alleen bij de Eusauropoda te vinden valt. De langste wervel is de zesde met een lengte van 120,2 millimeter, 5,12 keer zo lang als de hoogte. De eerste zes wervels hebben een kiel over hun voorste helft, de zevende is over de volle lengte gekield. De halswervels dragen bovenop lage nauwe doornuitsteeksels waarvan de voorste bovenrand bol is, de achterste hol. De gewrichtsuitsteeksels reiken verder dan de wervellichamen zelf; de achterste hebben aan hun basis slechts vrij korte epipofysen, kleinere uitsteeksels. De nekribben zijn dun en lang. De twee staartwervels zijn matig verlengd en zijn amficoel: met holle uiteinden.
De beenderen van de schoudergordel en arm zijn zo beschadigd dat ze weinig informatie meer kunnen bieden over hun vorm. Het schouderblad is ter hoogte van het schoudergewricht 24,2 millimeter dik.
Het stuk schaambeenschacht is 44,3 millimeter dik. Het zitbeen heeft bovenaan op het buitenste oppervlak een trog in de lengterichting. De voet toont geen bijzondere kenmerken. Het vierde middenvoetsbeen is 119, het vijfde 65,2 millimeter lang.

## Fylogenie
Leyesaurus is door de beschrijvers, basaal in de Sauropodomorpha, in de Massospondylidae geplaatst. Hij is volgens een exacte cladistische analyse een zustersoort van Adeopapposaurus.